# Сін-аххе-еріба
Сін-аххе-ері́ба чи в традиційній транскрипції Сінаххері́б (ассирійською Сін-аххе-еріба — Сін збільшив братів) — цар Ассирії в 704–681 до н. е. Син Шаррукіна ІІ.
Ще за життя батька брав участь у військових походах і набув чималого військового досвіду. Також за традицією як спадкоємець престолу Сін-аххе-еріба очолював ассирійську розвідку. Посівши престол, Сін-аххе-еріба переніс столицю з побудованого батьком міста Дур-Шаррукіна до стародавньої Ніневії, яка з того часу і аж до кінця існування держави стала столицею Ассирії. У своєму правлінні Сін-аххе-еріба спирався на звичних для нього військових і значною мірою зіпсував стосунки з жрецтвом і старою знаттю, за допомоги яких свого часу зайняв престол його батько.
Цікаво, що на початку свого правління, певно соромлячись нецарського походження свого батька-самозванця, Сін-аххе-еріба оголосив себе прямим нащадком царів-напівбогів, які відповідно до месопотамської традиції правили ще до потопу — Адапи та Гільгамеша.

## Антиассирійська коаліція

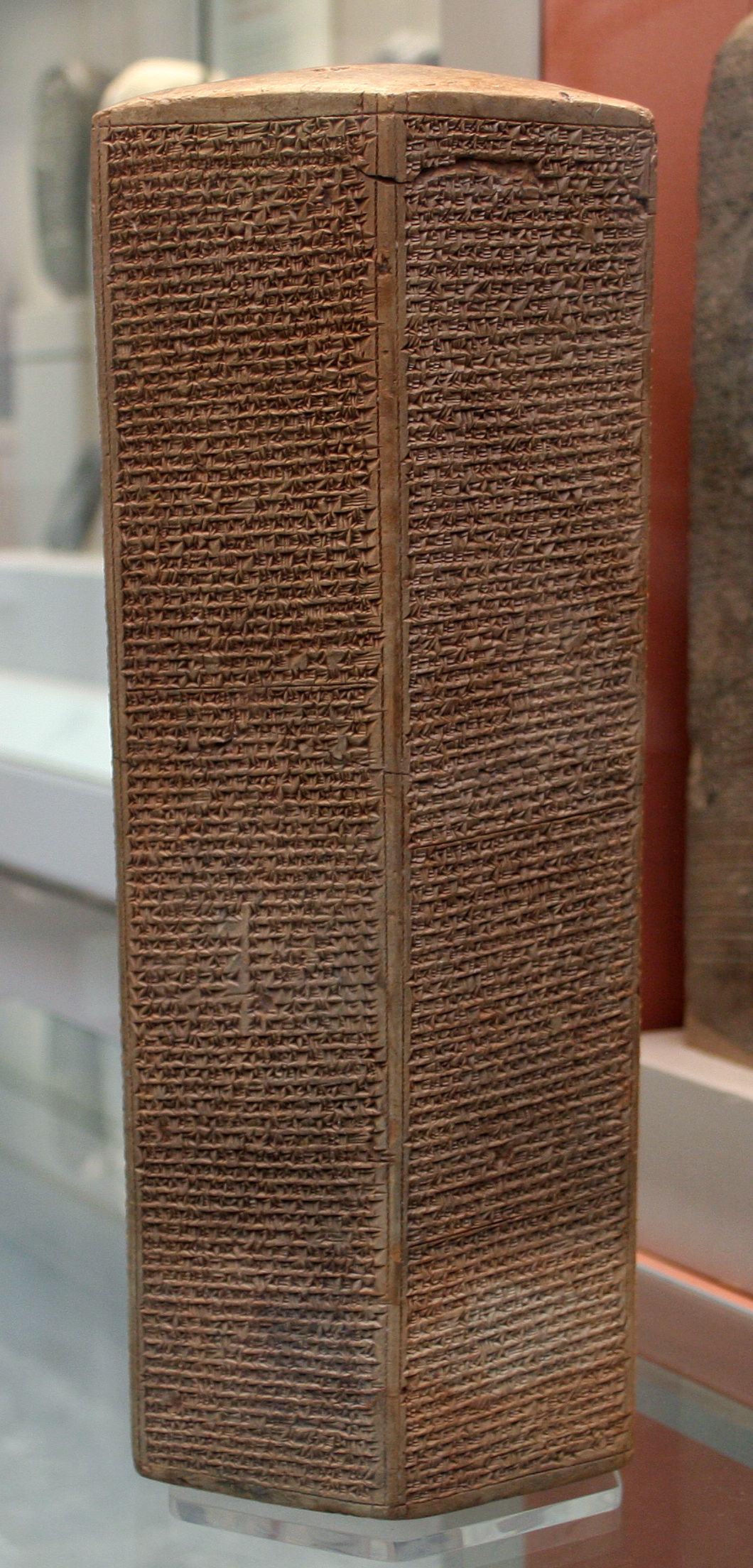
Так звана призма Тейлора з аналоми Сін-аххе-еріби

Як це було звичним, одразу після смерті старого царя проти ассирійців повстали пригнічені ними землі, цього разу піднялися Вавилонія, Сирія та Фінікія з Палестиною. Це повстання підтримували Єгипет та Елам. Щодо повстання у Вавилоні, то Сін-аххе-еріба припустився помилки, відмовившись офіційно посісти престол як вавилонський цар, для чого слід було взяти участь в акіту та пройти обряди в Есагілі. Цим скористався вигнаний його батьком Мардук-апла-іддіна ІІ, який не лише збирався повернути собі Вавилонію, але й планував створити єдину антиассирійську коаліцію, до якої залучив не лише Елам, але й арабські та арамецські племена та держави Леванту. Тим часом, в умовах коли вавилонський трон пустував, місцева знать вирішила сама вибрати свого царя. Це змусило Мардук-апла-іддіна діяти негайно, не очікуючи доки буде завершено підготовку до загального повстання проти Ассирії, тож він за допомогою еламського царя Шутрук-Наххунте III захопив країну.
Відомо що на пропозицію невгамовного Мардук-апла-іддіна щодо створення антиассирійського союзу відгукнулися Юдея, Тір, Ашкелон, Арад. Цар Тіру Елулай почав зміцнювати міста на материку. Цар Юдеї Єзекія звернувся по допомогу до Єгипту, де правила XXV династія[джерело?]. В Ашкелоні внаслідок повстання скинули ассирійського ставленика Шаррулударі, а царем став Сідікія, який приєднався до антиассирійської коаліції, а от цар Екрона Паді відмовився прилучатися до неї. Езекія відправив до Екрону своє військо, за підтримки якого місцева знать скинула і ув'язнила царя. Оскільки ім'я нового правителя не згадується, то ймовірно, що юдейський цар приєднав місто до своїх володінь.

## Перша війна проти Вавилонії
Сін-аххе-еріба розпочав війну проти Вавилонії і в 703 році до нашої ери розбив під Кішем Мардук-апла-іддіна ІІ і союзного йому еламського царя, а через кілька днів зайняв і сам Вавилон. Усіх палацових служок і взагалі усіх вавилонян хоч якось пов'язаних з Мардук-апла-іддіном та членів їх родин Сін-аххе-еріба полонив як здобич. Потім ассирійці вторглися в південну Вавилонію, де переважало халдейське населення. В аналах Сін-аххе-еріба повідомляється про захоплення 75 великих міст і 420 малих. У захоплених містах халдейське та арамейське населення потрапляло в полон. Всього в Ассирію було виведено 208 тисяч людей. Сплюндрувавши південні регіони країни, Сін-аххе-еріба посадив на трон свого ставленика Бел-Ібні.

## Похід у Загрос
Другий похід Сін-аххе-еріба здійснив на схід проти горян Загросу — каситів та ясубігалайців, які жили в північно-західній частині басейну річки Керхе. Згідно з царськими надписами самому царю довелося їхати верхи лісистими схилами гір, а його колісницю несли на плечах, але ассирійцям вдалося захопити місцевих жителів зненацька. Було захоплено міста Біт-Кіламзах, Хардішпі, Біт-Кубатті. Гірські села та хутори було спалено, а їх жителів виселено у захоплені міста. Основною здобиччю в цій бідній країні стали величезні табуни коней та віслюків. На зворотному шляху ассирійці спустошили гірську країну Елліпі, розташовану та північних межах Еламу. Тамтешній цар Іспабара втік. Було захоплено столиці Марубішті та Аккуду, а також 34 інших малих міста. Міста Цицирту, Куммаххум з околицями і країну Біт-Бару було прямо анексовано і приєднано до Ассирії, а сама країна Елліпі стала новою ассирійською провінцією з центром в місті Елензаш, перейменованому в Кар-Сін-аххе-еріба, туди був призначений губернатор Хар-хар, а за насаху переселено полонених з інших підкорених царем областей. Нажахані звістками про ассирійців сусідні мідяни про всяк випадок принесли данину Сін-аххе-ерібі.

## Придушення повстання в Леванті

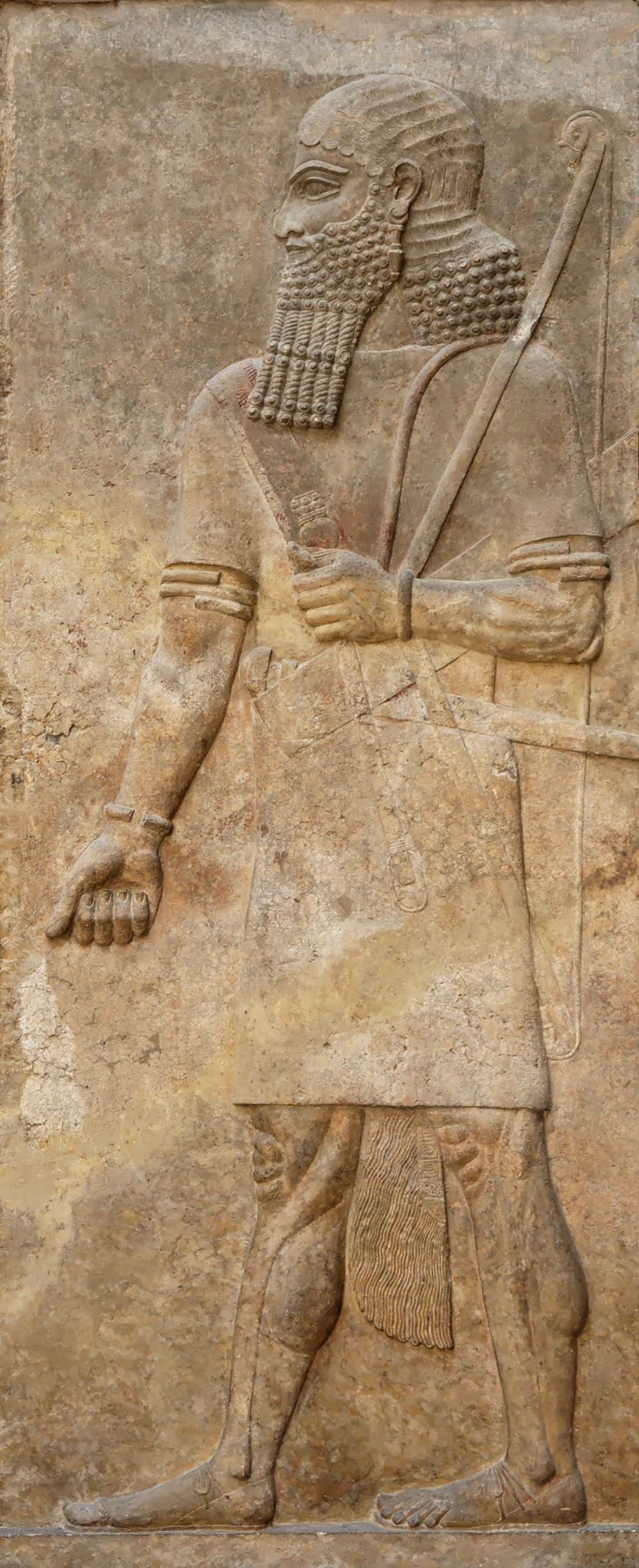
Ассирійський лучник, барельєф з Дур-Шаррукіна.

Після цього Сін-аххе-еріба пішов походом проти повсталих держав Ханаану — Екрону, Сідону, Тіру та Юдеї. Саме лише наближення царя з військом спричинило до розпаду антиассирійського союзу. Царі Аммона, Моава, Едома визнали владу Сін-аххе-еріби й принесли йому данину. Тірський цар Елулай, не розраховуючи відбитися і не сподіваючися на помилування, втік на Кіпр. Замість нього ассирійці поставили царем Ітобаала ІІІ, який звісно поспішив одразу ж виплатити данину. Сам Тір лишився неушкодженим, але загарбники знищили кілька підлеглих йому міст на материку. Упокоривши Фінікію, ассирійське військо посунуло на Палестину де захопила Ашкелон та інші підлеглі Сідікії міста. Самого повсталого царя та його родину схопили і відправили до Ассирії, а замість нього на троні відновили старого правителя Шаррулударі, який так само як й Ітобаал Тирі поспішив виплатити данину. Тим часом підійшли єгипетські війська. В 701 році до нашої ери в долині Ельтеке Сін-аххе-еріба розбив єгипетську армію після чого захопив Екрон. Продовжуючи випробувану тактику, ассирійський цар відновив на престолі раніше скинутого Паді, а знать, що підтримала повалення цього асирійського ставленика, наказав стратити, а простих людей, залучених до цього, угнати до Ассирії. Зобов'язаний усім, Сін-аххе-ерібі Паді звісно визнав себе ассирійським підданим і виплатив данину. Так само вчинили і правителі Ашдода та Гази.
Потім Сін-аххе-еріба пішов захопити Юдею. Юдейський цар Єзекія вирішив опиратися, зібрав ополчення, наказав засипати джерела води на шляху ворожого війська. Але ассирійців було не зупинити — вони захопили 46 тамтешніх міст, а понад 200 тисяч їх жителів потрапили під насаху і були переселені в Ассирію. Юдейський цар Хізкіяху сховався в добре укріпленому Єрусалимі. Ассирійці обложили місто, однак облога затяглася, а в їх таборі розпочалася епідемія, тож Сін-аххе-еріба погодився укласти з юдеями мир тим більше, що до нього дійшла новина заворушення у Вавилонії. В свою чергу після падіння великого та добре укріпленого міста Лахіша, юдеї, на очах у яких нищили їх країну, втратили надію на порятунок і були ладні на все заради миру. Однак за відступ Єзекія заплатив ассирійцям величезну данину в розмірі 30 талантів золота і 800 срібла. Хоч для того, щоб виплатити цю данину довелося не лише вигребти усю казну, а навіть обідрати золоту обшивку з дверей та пілястр Єрусалимського храму (2 Цар. 18:16), але спасіння від ассирійців юдеї сприйняли як чудо. Внаслідок цього походу Сирія, Фінікія, Палестина, увесь Ханаан визнали знову владу Сін-аххе-еріби, виплатили величезну відкупну данину, а їх постійна данина була збільшена. Бунтівні держави втратили частину своїх володінь — наприклад Сін-аххе-еріби помітно обрізав володіння Єзекії, передавши ряд міст сусіднім владикам, які залишилася вірні ассирійцям. Таким чином з одного боку ослаблялися найбунтівливіші, з іншого боку винагороджувалася підтримка вірних васалів, а також створювалася причина для ворожнечі між тими й іншими.

## Заворушення у Вавилонії
В заворушеннях у Вавилонії в чергове узяв участь старий ворог Ассирії Мардук-апла-іддін ІІ. Хоч на троні знаходився ассирійський ставленик, але навіть він під впливом знаті уклав угоду з халдейськими князівствами півдня та Мардук-апла-іддіном. В 700 році до нашої ери Сін-аххе-еріба вдруге захопив Вавилон, скинув з трону ненадійного Бел-Ібні, якого відправив до Ніневії, а на вавилонський престол посадив свого сина Ашшур-надін-шумі. Потім він спустошив Примор'я, де розташовувався домен Мардук-апла-іддіна — князівство Біт-якін. Той, не наважуючися на відкритий бій з ассирійцями і сівши на кораблі з сім'єю, охороною, скарбами та статуями богів, втік до Еламу до міста Нагіду в дельті річок Карху та Керхе, яке йому подарував еламський цар. Оскільки ассирійці не мали тоді флоту, то не переслідували втікачів.

## Походи на північні схід і захід
Наступний похід Сін-аххе-еріба здійснив на північний схід по східному березі Тигру, де підкорив верховинців навколо гори Ніпур. Після цього він підкорив царя Укки мідійця Манію та сплюндрував його країну, було захоплено саму Укку та 33 прикордонних поселення. Далі Сін-аххе-еріба ходив походами на північний захід у Кілікію та Каппадокію. В 696 році він придушив повстання намісника Кіруа, а в 695 році підкорив царство Тіль-Гарімму у східній Каппадокії.

## Морський похід та набіг еламітів на Вавилон

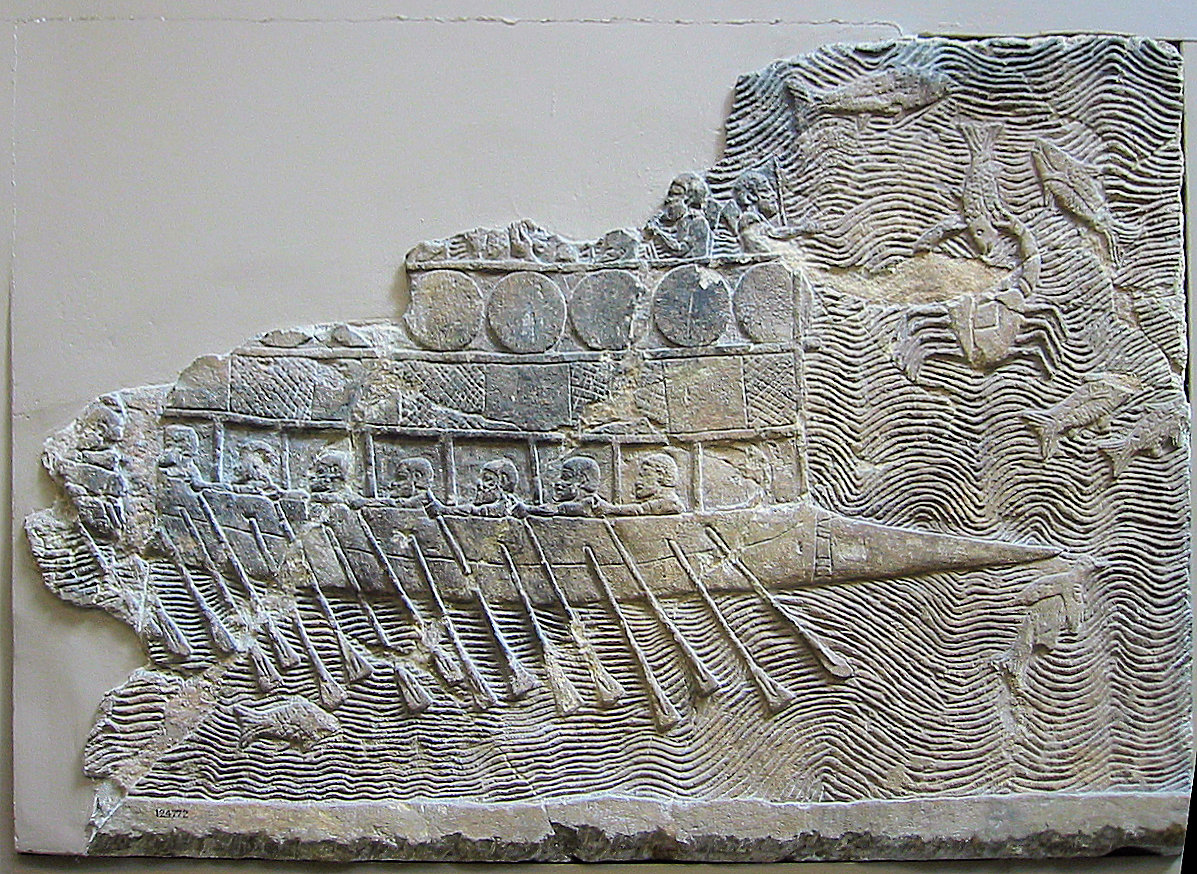
Ассирійський дворядний бойовий корабель

У 694 році Сін-аххе-еріба почав готуватися до війни з Еламом — він хотів помститися як еламітам які постійно втручалися у вавилонські справи так і покінчити зі старим ворогом — Мардук-апла-іддіном. За наказом царя неподалік Ніневії на Тигрі та біля Тіль-Барсіпа на Євфрат збудували дворядні бойові кораблі та багато траспортних. Майстри суднобудівельники були фінікійці та греки, а ліс постачали з Лівану та з території сучасного Курдистану. Ассирійська армія завантажилася на судна і несподівано з'явилася біля берегів Еламу. Спершу було зруйновано та пограбовано велике місто Нагіду розташоване на одному з островів Перської затоки, а потім ассирійці спустошили еламське узбережжя і захопили прибережні області Хільму та Хупапану. Втікачів з Біт-Якіну та безліч полонених еламітів було загнано на кораблі й відправлено до Ассирії. Однак Мардук-апла-іддіна захопити не вдалося — припускають, що він на зло ассирійцям помер своєю смертю від старості незадовго до цього походу.
Цей морський похід не мав прецедентів за усю історію Ассирії, це була перша та остання морська експедиція таких масштабів, тим більше під проводом самого царя. Але поки Сін-аххе-еріба воював в Еламі не зазнаючи серйозного опору, еламські війська вдерлися до Вавилонії. Тодішній вавилонський цар, син Сін-аххе-еріби Ашшур-надін-шум його батько та ассирійська кліка так допекли вавилонянам, що вони практично не опиралися еламітам, які захопили та розграбували Сіппар, а за деякими даними і Вавилон. Сам Ашшур-надін-шумі потрапив у полон — його забрали до Еламу де пізніше стратили. Вавилонський перстол посів еламський ставленик Нерґал-ушезіб, який вирішив скористатися відсутністю Сін-аххе-еріби і повів армію на саму Ассирію. Тут однак Сін-аххе-еріба повернувся з морського походу і розбив нового вавилонського царя, а його самого захопив у полон. Однак узяти Вавилон не зміг і після короткої облоги змушений був відступити на північ до Ассирії. Царем Вавилону став Мушезіб-Мардук.

## Похід проти Еламу
Наступного 693 року до нашої ери Сін-аххе-еріба повів свої війська на північно-західні області Еламу. За хроніками царю вдалося захопити і розграбувати 34 міста, а прикордонні міста Біт-Хаірі та Раза разом з прилеглими областями були приєднані до провінціїх Дер. Еламський цар Кудур-Наххунте не наважився вийти проти ассирійців і кинувши свою столицю Мадакту сховався у далекій гірській фортеці Хідалі. Однак через сильні дощі та снігопади в горах ассирійцям не вдалося підкорити верховинну частину Еламу «злякавшися дощу та снігу, крутизни гір» Сін-аххе-еріба повернув назад. Однак незабаром Кудур-Наххунте помер, а його місце посів Хумпаннімена який за словами ассирійського царя «не мав ні розуму ні розсудливості». Новий цар Еламу негайно почав готуватися до війни з ассирійцями і уклав традиційну вже на той час угоду з Вавилонією.

## Битва при Халулі
Для боротьби з ассирійцями утворилася широка коаліція до якої входили Елам, Вавилонія, арамейські племена, дрібні царства на околицях Мідії, а можливо навіть і перси. У 691 році еламіти на чолі з Хумпанніменом разом з новим вавилонським царем Мушезіб-Мардуком знову стали на бій проти ассирійців. Сталася кривава битва при Халулі. Сін-аххе-еріба заявляє в своїй хроніці, що розгромив союзників, і що багато ворожих воєначальників загинули чи потрапили в полон як син покійного Мардук-апла-іддіна, але вавилонська хроніка повідомляє про перемогу союзників. Ймовірно, що насправді битва завершилися внічию, або дісталася ассиріцям настільки дорогою ціною, що вони не мали сил розвивати успіх.

## Друга облога Єрусалима
Спираючись на повідомлення Біблії ряд дослідників висувають гіпотезу про те, що у 690 році Сін-аххе-еріба здійснив похід до Юдеї і вдруге обложив Єрусалим. В Біблії згадується, що під час облоги євреїв підтримував фараон Тахарка який ніяк не міг цього зробити під час першої облоги. Відповідно припускають можливість другої облоги Єрусалима в 690 році. Мовляв повстання в Юдеї та загрозу з боку єгиптян змусила Сін-аххе-ерібу після переможної за його заявами битви при Халулі піти походом на захід. Інші ж дослідники вважають, що нічого забувати, що Біблія не є історичним документом, а твором складеним з різних шматків значно пізніше за описані в ній події — саме цим пояснюється такий анахронізм як згадування Тахарки у зв'язку з облогою Єрусалима.

## Знищення Вавилона
У 689 році до нашої ери Сін-аххе-еріба обложив Вавилон. Він запропонував місту здатися, але захисники відмовилися, певно очікуючи на допомогу еламітів. Однак якраз тоді помер цар Хумпаннімена, а його наступник Хумма-Халдаш не зміг чи не захотів допомагати союзникам. В грудні того ж року після запеклого штурму ассирійці захопили місто. Після цього Сін-аххе-еріба вчинив нечуване — не просто дозволив воякам розграбувати місто у тому числі й храми, але й наказав знищити стародавнє, священне для усіх аккадців місто і навіть затопити місце де воно знаходилося. Уламки будівель скидали в канали та Євфрат аж доки не перекрили течію і вода розлившися через відкриті шлюзи не затопила руїни. Як хвалився Сін-аххе-еріба «я зруйнував Вавилон ґрунтовніше ніж потоп». Багато жителів міста загинуло під час штурму та наступної різанини, усі інгі були переселені за насаху чи обернуті в рабство.

## Останні роки та смерть

Сін-аххе-еріба на полюванні, барельєф з Ніневії

Зруйнування Вавилону викликало обурення в усіх країнах регіону і навіть в самій Ассирії, особливо серед жрецтва. Сін-аххе-еріба змушений був повернути захоплені статуї богів до Вавилонії.
Під кінець життя у 680-ті до н. е. Сін-аххе-еріба жив у своїй столиці Ніневії, займаючися розбудовою та упорядкуванням міста. Було прокладено нові, прямі вулиці, найбільша з яких була понад 30 метрів завширшки, територія міста значно збільшилася, а усе воно було обнесене стіною 10 метрів завтовшки і 24 метри заввишки. За його наказом було збудовано акведук для постачання питної води. В центрі міста була споруджена платформа висотою близько 30 метрів і площею понад 10 гектарів, на якій збудували величезний розкішний царський палац. Навколо палацу був створений сад в якому зібрали рослини з усіх куточків відомого ассирійцям світу — прообраз ботанічного парку. Так само в саду тримали зібраних звідусіль звірів.
Своїм спадкоємцем він призначив Асархаддона, одного з молодших синів від улюбленої дружини Закуту. Це призначення порушувало встановлений порядок наслідування, тому Сін-аххе-еріба здійснив його в присутності своїх синів, знаті і навіть народних зборів. Як повідомляє Асархаддон:
|  | Хоч я був молодшим ніж мої старші брати, за велінням богів Ашшура, Сіна, Шамаша, Бела та Набу, богині Іштар Арбельської, батько мій на зібранні моїх братів підняв мою голову сказавши «Ось мій спадкоємець». Він спитав, оглядаючи жертви богів Шамаша та Адада і ті відповіли йому певним «так» сказавши «Він твій наступник». Він ушанував їхні ґрунтовні слова і зібрав разом народ країни Ашшур від малого до великого, моїх братів, сім'я дому мого батька і наказав їм принести перед Ашшуром, Сіном, Шамашем, Набу, Мардуком, богами країни Ашшур, богами неба та землі, урочисту обітницю оберігати моє наслідування |

Звісно старші брати Асархаддона були незадоволені цим рішенням. В 681 році проти Сін-аххе-еріби здійснили заколот його власні сини — Адармелік та Шарру-уцур. Вони вбили Сін-аххе-ерібу під час жертвоприношення в храмі Нінурти в Кальху. Однак у Ніневії не підтримали батьковбивць, тож їм довелося втікати до Урарту, а царем став Асархаддон.